# Diaphananthe bidens
Diaphananthe bidens är en orkidéart som först beskrevs av Adam Afzelius och Olof Swartz, och fick sitt nu gällande namn av Rudolf Schlechter. Diaphananthe bidens ingår i släktet Diaphananthe och familjen orkidéer. Inga underarter finns listade i Catalogue of Life.